# أوكي كازونوري
أوكي كازونوري (باليابانية: 青木一矩؛ بالكانا: あおき かずのり) هو ساموراي ياباني، ولد في 1541، وتوفي في 11 نوفمبر 1600.